# Escuadro (Zamora)
Escuadro  es una localidad española perteneciente al municipio de Almeida de Sayago, en la provincia de Zamora, y la comunidad autónoma de Castilla y León.

## Toponimia
Escuadro es un topónimo de origen romanizador posiblemente referido a algún tipo de parcelación romana
“Ex-cuadro” o “fuera del cuadro”, según la tradición popular, este poblamiento habría surgido a raíz de los acompañamientos que las tropas romanas necesitaban para su abastecimiento en todos los aspectos, dejando fuera del recinto en otro lugar, al conjunto de herreros, artesanos, prostitutas y otros elementos del séquito, que constituían dicho acompañamiento.
Otros estudios indican que carece de fundamento la opción anterior de un origen directamente latino y lo relacionan con un origen romance, como las voces castellanas escuadra, el catalán escaire y similares. Todas ellas tienen un origen derivado del latín QUADRU-, con el prefijo es-, con el sentido de ‘obtenido del cuadrado, trazado en ángulo recto’. Para el poblador medieval, acostumbrado a una arquitectura popular tortuosa, de paredes irregulares sobre trazas curvas, resulta insólita la presencia de restos construidos en escuadra, ya sean villas o parcelario (centuriaciones).

## Geografía
Escuadro es una localidad pedánea del municipio de Almeida de Sayago, a su vez, perteneciente a la provincia de Zamora y a la comunidad autónoma de Castilla y León. Dentro de esta provincia, se encuentra situado en la zona más meridional, próximo al embalse de Almendra.
Pertenece a la histórica y tradicional comarca de Sayago, encontrándose situado también en su zona más meridional, próximo a la comarca salmantina de Tierra de Ledesma. 
El perímetro del territorio de la localidad de Escuadro, vienen definido por las lindes de sus localidades vecinas. Estas son:
| Noroeste: Fresno de Sayago | Norte: Fresno de Sayago | Noreste: Figueruela de Sayago |
| Oeste: Almeida de Sayago   |                         | Este: Viñuela de Sayago       |
| Suroeste Almeida de Sayago | Sur: Alfaraz de Sayago  | Sureste: Alfaraz de Sayago    |

### Clima
El clima de la zona se clasifica como mediterráneo continentalizado. La temperatura media anual es de unos 12 °C, con inviernos fríos y veranos calurosos. El salto término anual entre estaciones extremas es muy alto. El periodo medio libre de heladas es de seis meses.
La precipitación media anual es de 550 mm repartidos uniformemente a lo largo del año, con una época seca en julio y agosto.

## Historia
Escuadro cuenta con indicios de su antiguo poblamiento, como las siete estelas funerarias romanas, seis en los muros de la iglesia, cuatro de ellas sin texto; y otra en las antiguas escuelas, muy cerca de la iglesia. Asimismo, posiblemente sea también romana su Fuente de Beber, abovedada, próxima a Los Turriones. En cualquier caso, la existencia de los mismos no asegura una continuidad del poblamiento. Como se indica seguidamente, en el término de Escuadro y su entorno inmediato se registran algunos topónimos adicionales que pueden tener significación arqueológica: El Redondal, Los Turriones, Las Coronas, Navica Calles, Fuente la Mora, Piedra Hincada, Val de los Santos y Los Judíos, así como el propio nombre Escuadro. Según la tradición popular, Escuadro habría surgido a raíz de los acompañamientos que las tropas romanas necesitaban para su abastecimiento en todos los aspectos, dejando fuera del recinto militar (es decir, fuera del cuadro, en el ex-cuadro) al conjunto de herreros, artesanos, prostitutas y otros elementos del séquito, que constituían dicho acompañamiento. Sin embargo el topónimo de esta localidad podría remitir a unos restos romanos, posiblemente la planta de una villa u otro edificio, con sus característicos cimientos en escuadra, que sorprenden a los pobladores medievales.
Escuadro se integró en el Reino de León en el 939, tras la victoria de las tropas de la coalición cristiana que encabezó Ramiro II de León, “el Grande”, sobre el ejército musulmán de Abd al-Rahman III en la batalla de Simancas. La derrota de las huestes califales permitió el avance de la frontera leonesa que pasó del río Duero al río Tormes. Como consecuencia, los vencedores iniciaron un proceso repoblador sobre el territorio conquistado que supuso la ocupación efectiva de los castros existentes –por ser puntos centrales de la organización indígena preexistente- y la colmatación del espacio mediante la creación o la reestructuración de asentamientos. Escuadro fue una de las localidades sayaguesas que se vio inmersa en este proceso como localidad preexistente.
Tras la conquista y repoblación leonesa, aparecen las primeras menciones documentales de las distintas localidades de la comarca de Sayago. Escuadro está documentada en el siglo XIII, según atestigua el Tumbo Blanco de Zamora. En este documento aparece incorporado a una división administrativo-recaudatoria, denominada el "Cellero de Fresno", dependiente en parte del obispo de Zamora. Escuadro estuvo vinculado en esta época a Fresno de Sayago y se inscribe en los esfuerzos de consolidación del eje Zamora-Ledesma, que conducen, por un lado, al establecimiento de Fresno como pequeño centro comarcal, y a la repoblación de Moraleja de Sayago, entregada por el emperador Alfonso VII de León a la iglesia de Zamora en 1147.
Se conservan varios documentos del siglo XVIII que se refieren a Escuadro. Una de ellos fue el padrón de 1763 y otro es del geógrafo Tomás López, en la que se aporta una descripción detallada del territorio sayagués de finales de siglo.
En el XIX, la división provincial de 1833 encuadró a Escuadro en la provincia de Zamora y esta a su vez en la Región Leonesa, la cual, como todas las regiones españolas de la época, carecía de competencias administrativas. Un año después Escuadro fue adscrita al partido judicial de Bermillo de Sayago.
Tras la constitución de 1978, Escuadro pasó a formar parte en 1983 de la comunidad autónoma de Castilla y León, en tanto municipio adscrito a la provincia de Zamora. Ese mismo año, tras la supresión del partido judicial de Bermillo de Sayago, Escuadro fue integrado en el actual partido judicial de Zamora.

## Geografía humana

### Demografía
| Gráfica de evolución demográfica de Escuadro entre 1842 y 1960 |
| |
| Población de derecho según los censos de población del INE Población de hecho según los censos de población del INEEntre el censo de 1970 y el anterior, este municipio desaparece porque se integra en el municipio 49008 (Almeida) |

| 2000 | 2001 | 2002 | 2003 | 2004 | 2005 | 2006 | 2007 | 2008 | 2009 | 2010 | 2011 | 2012 | 2013 |
| 53   | 50   | 50   | 42   | 36   | 36   | 37   | 35   | 34   | 32   | 30   | 32   | 29   | 30   |

## Patrimonio
- La iglesia parroquial cuenta en sus paños con estelas romanas, salidas de los despoblados romanos de Los Turriones o de Macada. En su interior, se cuenta con el Cristo del Amparo, del siglo XIII, y el Cristo atado a la columna, del siglo XVIII.

- La "fuente de Beber", abovedada, es de posible origen romano. Podría muy bien ser romana pero en la actualidad se encuentra muy deteriorada. Está cercana a los antiguos poblados romanos llamados Los Turriones.

- El Bardal[16] es, especialmente en primavera, un atractivo ecosistema de robles y quejigos.